# Kansas City Shuffle (begrepp)
Kansas City Shuffle är en avancerad form av lurendrejeri; en sorts vilseledande som bygger på att få någon att brista i uppmärksamhet och därmed bli bedragen.
Filmen Lucky Number Slevin både handlar om och är berättarmässigt uppbyggd som en Kansas City Shuffle.
Uttrycket har sitt ursprung 1926 då Bennie Moten släppte en blueslåt med samma titel. Det som då var betydelsen bakom termen "Kansas City Shuffle" var den bluestongång som kan höras i låten.